# Георгіос Пукаміссас
Георгіос Пукаміссас (грец. Πουκαμισάς Γεώργιος, 1954, Пірей) — грецький дипломат. Надзвичайний і Повноважний Посол Греції в Україні (з 2016). Член Міжнародного Інституту стратегічних досліджень (IISS) у Лондоні, член Афінського археологічного товариства.

## Життєпис
Народився у 1954 році в місті Пірей. У 1977 році закінчив з відзнакою юридичний факультет Афінського національного університету імені Каподистрії. Випускник Віденської дипломатичної академії (1979).
У 1981 році він вступив на дипломатичну службу держави. Він служив в Постійному представництві Греції в НАТО в Лівії, у Вашингтоні та посольства Нікосії.
З березня 2008 по грудень 2012 рр. — Надзвичайний і Повноважний Посол Греції в Бухаресті (Румунія).
У 2013 році — керівник Дипломатичного кабінету Президента Грецької Республіки.
З січня 2014 по жовтень 2016 рр. — директор Політичного департаменту A5 у справах Східної Європи та Євразії Міністерства закордонних справ Греції.
З грудня 2016 року — Надзвичайний і Повноважний Посол Греції в Києві.
20 грудня 2016 року — вручив вірчі грамоти Президенту України Петру Порошенку

## Автор праць
- Монографія «Кирена» (1994),
- есе «Історія і культура Papers» (1998),
- есе «Dialog cu Istoria» (Бухарест, 2009)[3].